# Буди-Стшиже
Буди-Стшиже (пол. Budy-Strzyże) — село в Польщі, у гміні Мщонув Жирардовського повіту Мазовецького воєводства.
Населення — 28 осіб (2011).
У 1975-1998 роках село належало до Скерневицького воєводства.

## Демографія
Демографічна структура станом на 31 березня 2011 року:
|          | Загалом | Допрацездатний вік | Працездатний вік | Постпрацездатний вік |
| -------- | ------- | ------------------ | ---------------- | -------------------- |
| Чоловіки | 11      | 2                  | 8                | 1                    |
| Жінки    | 17      | 6                  | 8                | 3                    |
| Разом    | 28      | 8                  | 16               | 4                    |